# Médaille commémorative des Mille de Marsala
La médaille commémorative des Mille de Marsala a été accordée par la municipalité de Palerme et confirmée par le royaume d'Italie, aux garibaldiens qui ont participé avec Giuseppe Garibaldi au débarquement de Marsala pour la libération de l'Italie du Sud.

## Histoire
La médaille a été instituée par la municipalité de Palerme le 21 juin 1860, pendant la dictature de Garibaldi, et décernée aux garibaldiens qui avaient participé au débarquement de Marsala. La première distribution de cette médaille a eu lieu le 24 octobre 1860 à Piazza Vittoria par le prodictateur Antonio Mordini et a été remise à ceux qui se trouvaient à Palerme, blessés ou en service. Une deuxième distribution a eu lieu, en présence de Garibaldi, sur la place San Francesco da Paola à Naples le 4 novembre 1860.
Une Commission nationale a été créée en décembre 1861 pour officialiser la première liste des Mille qui ont débarqué à Marsala. La Commission était composée des généraux : Vincenzo Giordano Orsini, Francesco Stocco, Giovanni Acerbi ; des colonels : Giuseppe Dezza, Guglielmo Cenni, Benedetto Cairoli, Giorgio Manin ; des majors : Luigi Miceli, Antonio Della Palù, Giulio Emanuele De Cretsckmann, Francesco Raffaele Curzio et Davide Cesare Uziel ; des capitaines : Salvatore Calvino et Achille Argentino. La Commission a délivré les autorisations de porter la médaille décrétée par le Conseil civique de Palerme le 21 juin 1860.
Un autre jury d'honneur a réexaminé les titres des membres de l'expédition et le ministère de la Guerre a publié une nouvelle liste des Mille de Marsala, dans le bulletin no 21, au cours de l'année 1864, sur la base de laquelle les pensions ont ensuite été accordées. C'est sur la base de la deuxième liste qu'a été rédigé définitivement le document paru dans le Journal officiel du royaume d'Italie du 12 novembre 1878.
À partir de 1865, le gouvernement du royaume d'Italie a établi que les personnes qui recevaient cette médaille avaient droit à une pension annuelle à vie de 1 000 lires.

## Insigne
- La médaille en argent de 31 mm de diamètre présente sur l'avers un aigle, symbole héraldique de la ville de Palerme, tenant dans ses serres un parchemin avec la légende "S.P.Q.P" (Senatus Populus Que Panormitanus) et sur la tranche, circulaire, la légende bordée en bas par trois rosettes "Aux braves dont fut le duc Garibaldi". Au revers, la médaille porte une bordure circulaire divisée par deux rosettes avec la légende "Marsala" "Calatafimi" "Palerme", bordée en bas par une étoile à six branches. Au centre, dans le champ entouré d'une couronne de laurier fermée et attachée en bas par un nœud en X, la légende "La municipalité / de Palerme / réclamée / mdccclx".
- Le ruban est rouge, avec une bande jaune de chaque côté, sur lequel était opposé le symbole du triscèle en argent.